# Zeche Kanzel
Die Zeche Kanzel in Essen-Kettwig ist ein ehemaliges Steinkohlenbergwerk. Das Bergwerk ist aus einer Konsolidation mehrerer Bergwerke entstanden. In dem Gebiet, in dem sich das Bergwerk befand, fand der älteste Bergbau von Essen-Kettwig statt.

## Geschichte

### Die Jahre als Kanzel
Am 24. März und am 30. September des Jahres 1855 konsolidierten die Zechen Nettelauge, Schmachtenberg und Vermählung zur Zeche Kanzel. Im darauffolgenden Jahr wurde das neu entstandene Bergwerk zwar in den Unterlagen genannt, es fand jedoch kein Abbau statt. Im Jahr 1857 wurde nachweislich mit dem Abbau begonnen. Im Jahr 1858 waren 27 Bergleute auf dem Bergwerk beschäftigt. Im Jahr 1860 wurde weiterhin Abbau betrieben, genaue Zahlen sind jedoch nicht genannt. Im darauffolgenden Jahr wurden mit neun Bergleuten 7054 preußische Tonnen Steinkohle gefördert. Im Jahr 1863 war das Bergwerk in Betrieb, genaue Aktivitäten sind jedoch nicht bekannt. Im Jahr 1865 war das Bergwerk zunächst noch in Betrieb, im Laufe des Jahres wurde es jedoch stillgelegt. Im Jahr 1921 wurde das Bergwerk unter dem Namen Zeche Die Kanzel wieder in Betrieb genommen.

### Die Kanzel
Im Jahr 1919 war das Bergwerk kurzzeitig in Betrieb. Im September des Jahres 1921 erfolgte die Wiederinbetriebnahme. In diesem Jahr waren zwei Stollen vorhanden und es wurde begonnen, einen Versuchsschacht abzuteufen. Mit sechs Bergleuten wurden 570 Tonnen Steinkohle abgebaut. Im Jahr darauf waren bereits elf Bergleute auf der Zeche Die Kanzel beschäftigt, es fand jedoch kein Abbau statt. Mitte August des Jahres 1923 wurde die Förderung eingestellt und am 1. Oktober desselben Jahres wurde das Bergwerk stillgelegt. Anfang des Jahres 1925 wurde das Bergwerk noch einmal kurzfristig in Betrieb genommen. Diese Inbetriebnahme brachte allerdings keinen Erfolg mit sich. Am 1. Juli des Jahres 1951 wurde die Zeche Die Kanzel erneut in Betrieb genommen. Besitzer war die Bergbaugesellschaft Die Kanzel mbH, deren Inhaber war G. Hellwig. Die Betriebsanlage des Bergwerks befand sich an der Ruhrtalstraße. Mit 36 Bergleuten wurden 1833 Tonnen Steinkohle gefördert. Am 30. September des Jahres 1952 erfolgte die endgültige Stilllegung der Zeche Die Kanzel.